# Расејање неутрона
Расејање неутрона обухвата научне методе у којима се у истраживањима користи скретање неутрона.
Има више разлога због којих неутрони представљају идеално средство за проучавање скоро свих облика кондензоване материје. Прво, лако се добијају у модерованим истраживачким нуклеарним реакторима или у спалационим изворима. Пошто су у тренутку настанка њихове енергије знатно веће од потребних они се модераторима успоравају. Тако се добијају са таласним дужинама које су упоредиве са атомским растојањима у чврстим телима и течностима, као и кинетичким енергијама које су упоредиве са енергијама динамичких процеса у материјалима. Модератори могу бити од алуминијума и испуњени течним водоником (за дуготаласне неутроне) или течним метаном (за краткоталасне неутроне). Флуксеви реда 107/s - 108/s нису необични за данашње изворе и модераторе.
У експериментима расејања неутрони показују јако изражену интерференцију и преноса енергије. За разлику од фотона рендгенског зрачења који имају сличну таласну дужину и који интерагују само са електронским облаком које окружује језгро, неутрони интерагују само са језгром. Пошто је неутрон електрично неутрална честица, он продире дубље у материјал и према томе пружа могућност за испитивање материјала у дубини узорка. Због тога пружа могућност за испитивање и оних узорака који су непогодни за испитивањем х-зрацима добијеним из синхротронских извора. Неутроснко расејање има и ту предност што ефикасни пресек интеракције не зависи униформно од атомског броја као што је то случај код х-зрачења (Мозлијев закон). Стога неутрони могу да се користе за испитивање материјала са атомима ниског атомског броја, као што су протеини или површински активни материјали (детерџенти). Заправо ови материјали могу да се испитују х-зрацима али морајуда се користе зраци врло великог интензитета који најчешће оштете узорак у току снимања.
Штавише, језгра имају изотропне потенцијале кратког домета који варирају случајно од изотопа до изотопа, те тако пружају могућност за подешавање контраста нуклеарног расејања према потреби експеримента.
Неутрони имају и додатну предност над фотонима х-зрачења у проучавању кондензоване материје. Они  лако интерагују са унутрашњим магнетским пољем у узорку. У ствари, јачина сигнала магнетног расејања је често веома слична јачини сигнала нуклеарног расејања у многим материјалима, што омогућава истовремено истраживање и нуклеарне и магнетне структуре. Пошто амплитуда расејања неутрона може да буде мерена у апсолутним јединицама, и структурне и магнетне особине мерене помоћу неутрона могу се квантитативно упоређивати са резултатима других техника.